# Wieża Bismarcka w Międzyrzeczu
Wieża Bismarcka w Międzyrzeczu (oryginalna nazwa z niem. Bismarckturm Meseritz) – współcześnie nieistniejąca wieża Bismarcka, dawnej zlokalizowana na 77-metrowym wzgórzu, pomiędzy Międzyrzeczem i Nietoperkiem, w pobliżu kąpieliska nad jeziorem Nietopersko (inna nazwa Jezioro Nietoperek Lewy), tuż przy węźle Międzyrzecz-Południe (droga ekspresowa S3).

## Historia
Koncepcja wzniesienia pomnika pojawiła się w roku 1905, a jej inicjatorem był starosta międzyrzecki dr Kley. Stanął on również na czele komitetu budowy wieży, który środki pieniężne pozyskiwał wyłącznie z darowizn. Do maja 1913 udało się zebrać kwotę 12 000 marek i 1 czerwca 1913 uroczyście wmurowano kamień węgielny. Roboty budowlane zlecono dwóm międzyrzeckim firmom Nuske (prace murarskie) i Wandel (montaż elementów stalowych), według projektu berlińskiego architekta Rügera (wzorowanego na projekcie Zmierzch Bogów autorstwa Wilhelma Kreisa). 10 maja 1914 odbyło się uroczyste otwarcie 15,5-metrowego momumentu, a uczestniczyły w nim tysiące mieszkańców gminy. Od końca lat 40. do początku lat 60. wieża ulegała systematycznemu niszczeniu, a do lat 70. przetrwała jedynie dolna część cokołu z kamiennymi schodami.

## Dane techniczne
- Wysokość: 15,5 metra
- Koszt budowy: 12 000 marek
- Konstrukcja: cokół wraz z osadzonymi na nim czterema kolumnami (typu 3/4) wykonane były z reńskich kamieni bazaltowych, licowanych cegłą klinkierową, na szczycie znajdowała się misa ogniowa (kadź), osadzona na czterech kamiennych podporach, które zostały ustawione na okrągłej głowicy. Całość okalana stalowymi schodami. Na nasypie wokół fundamentu zlokalizowane były głazy narzutowe z wyrytymi inskrypcjami wszystkich fundatorów.